# Fjodor Smolov
Fjodor Mihajlovič Smolov (Saratov, 9. veljače 1990.) ruski je nogometaš koji igra na poziciji napadača. Trenutačno igra za Krasnodar.

## Klupska karijera
Rođen je u Saratovu, gdje je pohađao nogometnu akademiju. Godine 2007. potpisao je za moskovski Dinamo. U tri sezone ostvario je 68 nastupa, ali je zbog male realizacije (3 pogotka), 2010. poslan na jednogodišnju posudbu u nizozemski Feyenoord. Za nizozemskog prvoligaša odigrao je svega 11 utakmica te nakon isteka posudbe odlazi na dvije sezone u ruskog prvoligaša Anžija iz Mahačkale, gdje je igrao s Kameruncem Samuelom Eto'om, Brazilcem Willianom i Francuzem Lassom. U dvije godine upisao je 26 nastupa za prvu momčad kluba. 
Svojevrsni igrački procvat doživljava na jednogodišnjoj posudbi u Uralu iz Ekaterinburga, u kojem se nametnuo kao vođa momčadi. Sa svoja 22 nastupa u Ruskoj Premijer ligi i 8 pogodaka činio je okosnicu momčadi te je zahvaljujući njemu klub izborio ostanak među ruskim prvoligašima. U lipnju 2015. potpisuje četverogodišnji ugovor s Krasnodarom, a pri svom prvom nastupu mjesec dana kasnije zabio je i svoj prvijenac za klub. Prvijenac u natjecanjima Europske lige ostvario je u neriješenom susretu (3:3) sa slovačkom momčadi Slovana iz Bratislave. U velikoj pobjedi od 6:0 nad bivšim klubom Uralom 10. travnja 2016. bio je strijelac četiri pogotka. 
S 20 pogodaka u sezoni 2015./16. i 18 u 2016./17. dva puta bio je najboljim strijelcem Ruske Premijer lige, a krajem sezone 2014./15. dnevne novine »Sport-Express« proglasile su ga ruskim nogometašem godine.

## Reprezentativna karijera
Od 2008. do 2013. nastupao je za Rusku reprezentaciju do 21 godine, s kojom je igrao prednatjecanja za Europska prvenstva do 21 godine 2011. i 2013. U prednatjecanju za Europsko prvenstvo 2013. zabio je 3 pogotka i odveo momčad do doigravanja za nastup na prvenstvu. U prvom kolu doigravanja zabio je u pobjedi nad Češkom (2:0), kao i u neriješenom uzvratu (2:2) u drugom kolu natjecanja.
U studenom 2012. izbornik Fabio Capello uvrstio ga je na uži popis igrača za prijateljsku utakmicu sa Sjedinjenim Državama. Susret je završio s neriješenih 2:2, a Smolov je na njemu zabio svoj prvijenac za nacionalnu vrstu.
Za Rusiju je nastupio na Europskom prvenstvu 2016. u Francuskoj, gdje se našao na užem igračkom popisu. Nastupio je u sve tri utakmice skupine B, nakon kojih je Rusija završila na posljednjem četvrtom mjestu.

## Vanjske poveznice
- Profil na Transfermarktu
- Profil na Soccerwayu